# Rhynchozoon neapolitanum
Rhynchozoon neapolitanum is een mosdiertjessoort uit de familie van de Phidoloporidae. De wetenschappelijke naam van de soort is voor het eerst geldig gepubliceerd in 1962 door Gautier.